# Hedda Gunneng
Hedda Gunneng, under en period Roll, född 2 november 1945 i Oslo, är en svensk latinist och medeltidsforskare. Hon är prefekt för institutionen för humaniora och samhällsvetenskap vid högskolan på Gotland. Hon är mor till musikerna Johanna Roll och Nora Roll samt Vibeke Gunneng.
Gunneng blev filosofie kandidat vid Stockholms universitet 1967, filosofie doktor i latin vid Stockholms universitet 1973 på avhandlingen Hans Brask: Latinsk korrespondens 1523 som handlar om en svensk senmedeltida latinsk handskrift, och docent i latin vid Lunds universitet 1980. Hon var redaktör vid enheten för Svenskt Diplomatarium på Riksarkivet 1973–1981, blev docent i kvinnoforskning vid Stockholms universitet 1986 och föreståndare för Centrum för kvinnoforskning och kvinnliga forskare vid Stockholms universitet 1987. Utöver medeltidsfilologi har hon också forskat kring medeltida kvinnohistoria.
Hedda Gunneng växte delvis upp i Stockholm och är dotter till ambassadören Arne Gunneng och hans andra hustru Ingrid, född Fleischer. Hon gifte sig 1967 med civilingenjören och musikern Johan Roll (född 1940), son till tandläkaren Hans Roll och bror till skådespelaren Anna Roll. Sedan 1978 är hon omgift med docent Börje Westlund (född 1939), tidigare chef för Kungliga bibliotekets handskriftsavdelning.